# Noah Loosli
Noah Loosli (* 23. Januar 1997 in Brugg) ist ein Schweizer Fussballspieler.

## Karriere

### Verein
Loosli begann seine Laufbahn in der Jugend des FC Windisch, bevor er zum Grasshopper Club Zürich wechselte. In der Saison 2014/15 wurde er ins Kader der zweiten Mannschaft befördert, für die er bis Saisonende 13 Partien in der viertklassigen 1. Liga absolvierte und dabei ein Tor erzielte. In der Saison 2015/16 avancierte er zum Stammspieler und fungierte in der ersten Saisonhälfte zudem als Mannschaftskapitän. Der Innenverteidiger bestritt in jener Spielzeit 22 Spiele in der vierthöchsten Schweizer Spielklasse, in denen er zwei Tore schoss. In den anschliessenden Play-offs um den Aufstieg schied das Team in der ersten Runde gegen den FC La Chaux-de-Fonds aus. Zudem gab Loosli am 21. November 2015, dem 16. Spieltag, beim 2:0 gegen den FC Vaduz sein Debüt für die erste Mannschaft in der erstklassigen Super League. Dies blieb sein einziger Profieinsatz in dieser Spielzeit. Im Sommer 2016 schloss er sich auf Leihbasis dem Zweitligisten FC Wohlen an. Bis Saisonende kam er zu 19 Spielen für Wohlen in der Challenge League, wobei er ein Tor erzielte. Im Sommer 2017 wurde er erneut in die zweite Schweizer Spielklasse verliehen, diesmal an den FC Schaffhausen. In Schaffhausen absolvierte er zwölf Partien in der Challenge League, bevor er im Februar 2018 fest zum Erstligisten FC Lausanne-Sport wechselte. In Lausanne etablierte er sich in der Innenverteidigung und kam bis Saisonende zu 14 Einsätzen in der Super League. Die Mannschaft stieg schlussendlich als Tabellenletzter in die Challenge League ab. In der folgenden Spielzeit bestritt Loosli 21 Partien in der zweiten Liga, in denen er vier Tore erzielte. 2019/20 spielte er 24-mal in der Challenge League und traf dabei zweimal. Lausanne stieg schliesslich als Tabellenerster in die Super League auf. In der nächsten Saison wurde der Defensivspieler 32-mal in der höchsten Schweizer Liga eingesetzt, wobei er ein Tor schoss. Im Sommer 2021 kehrte er zum Grasshopper Club Zürich zurück.
Im Sommer 2023 wechselte er nach Deutschland und schloss sich dem Bundesligisten VfL Bochum an. Im Januar 2025 schloss er sich für die Rückrunde leihweise der SpVgg Greuther Fürth an.

### Nationalmannschaft
Loosli spielte 2013 viermal für die Schweizer U-16-Auswahl. Im selben Jahr stand er erstmals für die U-17-Nationalmannschaft auf dem Platz, für die er insgesamt sieben Spiele bestritt. 2014 nahm er mit ihr an der U-17-Europameisterschaft teil. Zwischen 2014 und 2015 kam er ebenfalls siebenmal für das U-18-Team zum Einsatz. Von 2015 bis 2016 absolvierte er 14 Partien in der U-19-Auswahl. Nach fünf Spielen für die U-20-Mannschaft wurde der Innenverteidiger im Mai 2018 einmal in der U-21-Elf eingesetzt.